# Чайник (астеризм)

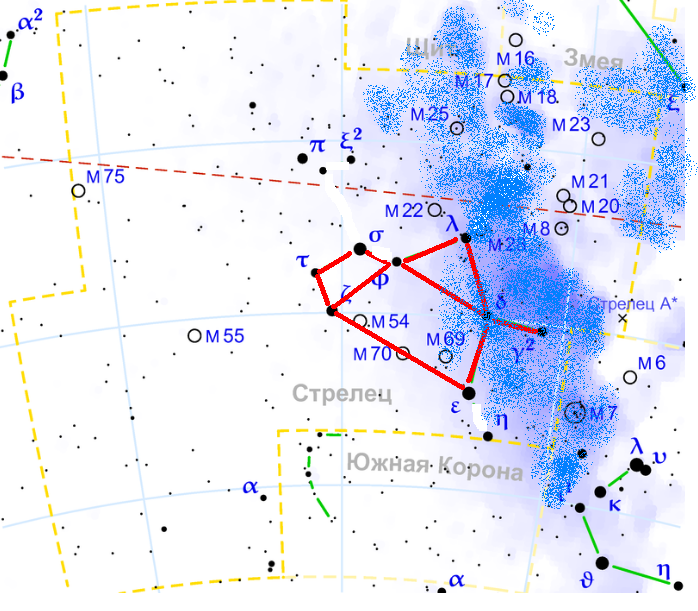
Астеризм Чайник схематически.

Чайник — астеризм в созвездии Стрельца.
Альтернативное название — Молочник.
Чайник расположен в Южном полушарии неба рядом с плотной областью Млечного Пути. Недалеко от Чайника находится центр Млечного Пути и множество объектов, расположенных в нашей Галактике.

## Состав
Астеризм состоит из 8 звезд: ζ Sgr (Аскелла), φ Sgr, δ Sgr (Каус Меридионалис) и ε Sgr (Каус Аустралис) — сам чайник, λ Sgr (Каус Бореалис) — крышка, τ Sgr и σ Sgr (Нунки) — ручка и γ² Sgr (Альназл) — носик.

## Интерпретация
Как часть созвездия Стрельца, звёзды астеризма относятся к телу кентавра Хирона, который держит в руках лук и натянул стрелу: γ² Sgr (Альназл) — кончик стрелы, τ Sgr и σ Sgr (Нунки) — тетива лука, λ Sgr (Каус Бореалис) — голова, ζ Sgr, φ Sgr, δ Sgr и ε Sgr — тело.
В традиции китайских созвездий этот астеризм относят к изображению (Южной) Медведицы.

## Наблюдение
Астеризм наблюдается в Южном полушарии и в Северном полушарии до 50-х широт. В Северном полушарии примерно 
до 50-й северной широты он  лучше всего виден в южной части неба. С февраля по май Чайник можно найти на утреннем небе, в июне и июле он виден всю ночь, а с августа по ноябрь наблюдается по вечерам. В декабре и январе Чайник не виден, так как с 18 декабря по 18 января в созвездии Стрельца находится Солнце.

## Объекты
Внутри контура астеризма есть объекты: М54 (возле ζ Sgr (Аскелла)), М69 (возле ε Sgr (Каус Аустралис)), М70 (между звездами ε Sgr и ζ Sgr)
Рядом со звездой λ (Каукс Бореалис): М22, M23, M28, М8 (Туманность Лагуна)
Недалеко от астеризма можно найти: М18, М21, М23, М6, M7, M24, M25, M17(туманность Омега), М20(Тройная туманность), M16 (туманность Орла) и другие объекты.